# Paszkowszczyzna (gromada)
Paszkowszczyzna – dawna gromada, czyli najmniejsza jednostka podziału terytorialnego Polskiej Rzeczypospolitej Ludowej w latach 1954–1972.
Gromady, z gromadzkimi radami narodowymi (GRN) jako organami władzy najniższego stopnia na wsi, funkcjonowały od reformy reorganizującej administrację wiejską przeprowadzonej jesienią 1954 do momentu ich zniesienia z dniem 1 stycznia 1973, tym samym wypierając organizację gminną w latach 1954–1972.
Gromadę Paszkowszczyzna z siedzibą GRN w Paszkowszczyźnie utworzono – jako jedną z 8759 gromad – w powiecie bielskim w woj. białostockim, na mocy uchwały nr 12/V WRN w Białymstoku z dnia 4 października 1954. W skład jednostki weszły obszary dotychczasowych gromad Paszkowszczyzna, Topczykały, Koszki, Gredele, Maleniki i Szernie ze zniesionej gminy Orla w tymże powiecie. Dla gromady ustalono 18 członków gromadzkiej rady narodowej.
31 grudnia 1959 z gromady Paszkowszczyzna wyłączono wieś Szernie włączając ją do gromady Orla; do gromady Paszkowszczyzna przyłączono natomiast wieś Oleksze ze znoszonej gromady Mokre. Po zmianach tych gromadę Paszkowszczyzna zniesiono, włączając jej obszar do nowo utworzonej gromady Gregorowce.